# Pablo Armero
Pablo Estifer Armero (San Andrés de Tumaco, 2 novembre 1986) è un ex calciatore colombiano, di ruolo difensore o centrocampista.
Veniva soprannominato Miñia e Freccia nera per la sua velocità.

## Caratteristiche tecniche
Poteva giocare su tutta la fascia sinistra, come terzino o esterno di centrocampo.

## Carriera

### Club

#### America de Cali e Palmeiras
Esordisce con l'América de Cali dove gioca stabilmente, collezionando 144 presenze e 8 gol e vincendo un titolo nazionale nel 2008. Dopo quattro anni passa ai brasiliani del Palmeiras dove colleziona 36 presenze e un gol nella massima serie nazionale, 24 presenze nel Campionato Paulista e 19 presenze nelle coppe.
Dopo due stagioni trascorse alla Puteolana, in procinto di trasferirsi al Parma vede sfumare l'approdo in Europa per la modifica delle norme riguardanti il tesseramento dei calciatori extracomunitari.

#### Udinese
Il 28 agosto 2010 passa a titolo definitivo all'Udinese dove trova i connazionali Cristián Zapata e Juan Cuadrado. Esordisce in Serie A il 19 settembre 2010 nella partita Udinese-Juventus (0-4). L'11 dicembre 2010 realizza il suo primo gol in Serie A in Udinese-Fiorentina (2-1), portando il punteggio sul momentaneo 1-1. Il 15 settembre 2011 segna il gol del 2-1 contro il Rennes che permette ai friulani di ottenere il successo nella sfida valida per l'Europa League. Il 23 gennaio 2012 viene inserito nella miglior formazione del 2011 del Gran Galà del calcio AIC.
Nella prima parte della stagione seguente il laterale colombiano non si conferma sugli stessi livelli e cede spesso il posto di titolare a Giovanni Pasquale. Riesce comunque a realizzare il gol dell'illusorio vantaggio ai danni dello Sporting Braga il 28 agosto 2012 nel ritorno dei preliminari di Champions League in cui, però, l'Udinese viene eliminata ai calci di rigore (ultimo gol della prima esperienza a Udine)

#### Napoli
Il 9 gennaio 2013, dopo 90 presenze e 5 gol complessivi con la maglia dell'Udinese, si trasferisce al Napoli in prestito con diritto di riscatto della metà del cartellino. Esordisce il 27 gennaio seguente nella trasferta contro il Parma, subentrando nel corso del match a Giandomenico Mesto.
A fine stagione il Napoli acquisisce la metà del cartellino.

#### West Ham, il ritorno all'Udinese e il prestito al Milan
Il 31 gennaio 2014 passa in prestito al West Ham, in Premier League. In campionato colleziona 5 presenze.
Al termine della stagione, il 20 giugno seguente, la compartecipazione fra Udinese e Napoli viene risolta a favore dei bianconeri, ma il 13 agosto 2014 viene nuovamente ceduto a titolo temporaneo al Milan fino al 30 giugno 2015. Debutta con la maglia rossonera il 31 agosto 2014, in occasione della prima giornata di campionato contro la Lazio (partita vinta per 3-1).

#### Flamengo
Il 10 aprile 2015 passa, sempre in prestito, al Flamengo.
Terminato il prestito, nella sezione del calciomercato invernale torna all'Udinese. Segna il suo primo gol nel suo ritorno in bianconero il 7 febbraio 2016 nel pareggio per 1-1 contro il Milan (gol che mancava da quasi 4 anni).

#### Bahía
Il 1⁰ gennaio 2017, tornerà in Brasile, firmando per il Bahia. Nei pochi mesi di permanenza nel club, totalizzerà 5 presenze nel Campeonato Brasileiro Série A, e 6 presenze nel Campionato Baiano. Alla fine del contratto, rimarrà svincolato.

#### Ritorno all'America de Cali
Il 13 gennaio 2018, tornerà dopo 14 anni all'América de Cali da svincolato. Nel club colombiano totalizzerà, in un anno, 25 presenze segnando un gol.
Il 1⁰ gennaio 2019, alla scadenza del suo contratto annuale, rimane svincolato.

#### CSA
Dopo due mesi da svincolato, il 17 marzo 2019 firmerà per il CSA, tornando così in Brasile. La sua esperienza, però, durerà appena 2 mesi, e Armero totalizzerà solamente 3 presenze. Il culmine è stato raggiunto quando Armero, prima di una partita, è stato avvistato in due bar della città a bere alcolici. Il club brasiliano, dopo aver scoperto tutto ciò, decide di rescindere anticipatamente il suo contratto. Il giocatore, poi, rilascerà delle scuse ai tifosi del club, affermando di non aver assolutamente mancato di rispetto al club, e che quest'ultimo non gli avesse dato una seconda possibilità di riscatto.

#### Guarani e ritiro
Il 29 maggio 2019, tornerà all'attività firmando per il Guarani. Il 12 luglio 2019, Armero si infortunerà al ginocchio sinistro durante una partita contro il CRB dopo aver cercato di contrastare l'attaccante avversario. Il giocatore rimarrà ai box per 3 settimane. Anche qui, il colombiano avrà problemi con la giustizia: è stato fermato dalla polizia con l'accusa di guida in stato di ebbrezza nella periferia di Cali. Tuttavia, in 7 mesi totalizzerà solamente 3 presenze.
Il 1⁰ dicembre 2019, si ritira ufficialmente dal calcio giocato.

### Nazionale
Dal 2008 fa parte della nazionale colombiana dove debutta il 30 aprile seguente, in un'amichevole contro il Venezuela. Ha partecipato alla Copa América 2011 da titolare. Segna il primo gol della Colombia al Mondiale 2014.

## Statistiche

### Presenze e reti nei club
| Stagione               | Squadra                | Campionato             | Campionato | Campionato | Coppe nazionali | Coppe nazionali | Coppe nazionali | Coppe continentali | Coppe continentali | Coppe continentali | Altre coppe | Altre coppe | Altre coppe | Totale | Totale |
| Stagione               | Squadra                | Comp                   | Pres       | Reti       | Comp            | Pres            | Reti            | Comp               | Pres               | Reti               | Comp        | Pres        | Reti        | Pres   | Reti   |
| ---------------------- | ---------------------- | ---------------------- | ---------- | ---------- | --------------- | --------------- | --------------- | ------------------ | ------------------ | ------------------ | ----------- | ----------- | ----------- | ------ | ------ |
| 2004                   | América de Cali        | A                      | 28         | 3          | -               | -               | -               | -                  | -                  | -                  | -           | -           | -           | 28     | 3      |
| 2005                   | América de Cali        | A                      | 25         | 0          | -               | -               | -               | CL                 | 2                  | 0                  | -           | -           | -           | 27     | 0      |
| 2006                   | América de Cali        | A                      | 24         | 1          | -               | -               | -               | -                  | -                  | -                  | -           | -           | -           | 24     | 1      |
| 2007                   | América de Cali        | A                      | 31         | 2          | -               | -               | -               | -                  | -                  | -                  | -           | -           | -           | 31     | 2      |
| 2008                   | América de Cali        | A                      | 36         | 2          | CC              | ?               | ?               | CS                 | 5                  | 0                  | -           | -           | -           | 41+    | 2+     |
| 2009                   | Palmeiras              | A1/SP+A                | 13+29      | 0+1        | CB              | 0               | 0               | CL                 | 11                 | 0                  | -           | -           | -           | 53     | 1      |
| 2010                   | Palmeiras              | A1/SP+A                | 11+7       | 0          | CB              | 7               | 0               | CS                 | 1                  | 0                  | -           | -           | -           | 26     | 0      |
| Totale Palmeiras       | Totale Palmeiras       | Totale Palmeiras       | 36+24      | 1          |                 | 7               | 0               |                    | 12                 | 0                  |             | -           | -           | 79     | 1      |
| 2010-2011              | Udinese                | A                      | 31         | 2          | CI              | 2               | 0               | -                  | -                  | -                  | -           | -           | -           | 33     | 2      |
| 2011-2012              | Udinese                | A                      | 28         | 1          | CI              | 0               | 0               | UCL+UEL            | 2+9                | 0+1                | -           | -           | -           | 39     | 2      |
| 2012-gen. 2013         | Udinese                | A                      | 10         | 0          | CI              | 0               | 0               | UCL+UEL            | 2+6                | 1+0                | -           | -           | -           | 18     | 1      |
| gen.-giu. 2013         | Napoli                 | A                      | 15         | 0          | CI              | -               | -               | UEL                | -                  | -                  | SI          | -           | -           | 15     | 0      |
| 2013-gen. 2014         | Napoli                 | A                      | 14         | 0          | CI              | 0               | 0               | UCL                | 4                  | 0                  | -           | -           | -           | 18     | 0      |
| Totale Napoli          | Totale Napoli          | Totale Napoli          | 29         | 0          |                 | 0               | 0               |                    | 4                  | 0                  |             | 0           | 0           | 33     | 0      |
| gen.-giu. 2014         | West Ham               | PL                     | 5          | 0          | FACup+CdL       | 0               | 0               | -                  | -                  | -                  | -           | -           | -           | 5      | 0      |
| 2014-apr. 2015         | Milan                  | A                      | 8          | 0          | CI              | 0               | 0               | -                  | -                  | -                  | -           | -           | -           | 8      | 0      |
| 2015-gen. 2016         | Flamengo               | SA                     | 4          | 0          | -               | -               | -               | -                  | -                  | -                  | -           | -           | -           | 4      | 0      |
| gen.-mag. 2016         | Udinese                | A                      | 5          | 1          | CI              | 0               | 0               | -                  | -                  | -                  | -           | -           | -           | 5      | 1      |
| 2016-2017              | Udinese                | A                      | 2          | 0          | CI              | 1               | 0               | -                  | -                  | -                  | -           | -           | -           | 3      | 0      |
| Totale Udinese         | Totale Udinese         | Totale Udinese         | 76         | 4          |                 | 3               | 0               |                    | 19                 | 2                  |             | -           | -           | 98     | 6      |
| 2017                   | Bahia                  | A+CB                   | 5+6        | 0+0        | CdN             | 5               | 0               | -                  | -                  | -                  | -           | -           | -           | 16     | 0      |
| 2018                   | América de Cali        | A                      | 25         | 1          | CC              | 0               | 0               | -                  | -                  | -                  | -           | -           | -           | 25     | 1      |
| Totale América de Cali | Totale América de Cali | Totale América de Cali | 169        | 9          |                 | ?               | ?               |                    | 7                  | 0                  |             | -           | -           | 176+   | 9+     |
| mar.-mag. 2019         | CSA                    | A                      | 3          | 0          | CdN             | 1               | 0               | -                  | -                  | -                  | -           | -           | -           | 4      | 0      |
| mag.-lug. 2019         | Guarani                | B                      | 3          | 0          | -               | -               | -               | -                  | -                  | -                  | -           | -           | -           | 3      | 0      |
| Totale carriera        | Totale carriera        | Totale carriera        | 364        | 14         |                 | 16+             | 0+              |                    | 42                 | 2                  |             |             |             | 422+   | 16+    |

### Cronologia presenze e reti in nazionale
| Cronologia completa delle presenze e delle reti in nazionale ― Colombia | Cronologia completa delle presenze e delle reti in nazionale ― Colombia | Cronologia completa delle presenze e delle reti in nazionale ― Colombia | Cronologia completa delle presenze e delle reti in nazionale ― Colombia | Cronologia completa delle presenze e delle reti in nazionale ― Colombia | Cronologia completa delle presenze e delle reti in nazionale ― Colombia | Cronologia completa delle presenze e delle reti in nazionale ― Colombia | Cronologia completa delle presenze e delle reti in nazionale ― Colombia |
| Data                                                                    | Città                                                                   | In casa                                                                 | Risultato                                                               | Ospiti                                                                  | Competizione                                                            | Reti                                                                    | Note                                                                    |
| ----------------------------------------------------------------------- | ----------------------------------------------------------------------- | ----------------------------------------------------------------------- | ----------------------------------------------------------------------- | ----------------------------------------------------------------------- | ----------------------------------------------------------------------- | ----------------------------------------------------------------------- | ----------------------------------------------------------------------- |
| 30-4-2008                                                               | Bucaramanga                                                             | Colombia                                                                | 5 – 2                                                                   | Venezuela                                                               | Amichevole                                                              | -                                                                       |                                                                         |
| 29-5-2008                                                               | Londra                                                                  | Irlanda                                                                 | 1 – 0                                                                   | Colombia                                                                | Amichevole                                                              | -                                                                       | 70’                                                                     |
| 3-6-2008                                                                | Saint-Denis                                                             | Francia                                                                 | 1 – 0                                                                   | Colombia                                                                | Amichevole                                                              | -                                                                       | 56’                                                                     |
| 10-9-2008                                                               | Santiago del Cile                                                       | Cile                                                                    | 4 – 0                                                                   | Colombia                                                                | Qual. Mondiali 2010                                                     | -                                                                       | 23’                                                                     |
| 11-10-2008                                                              | Bogotà                                                                  | Colombia                                                                | 0 – 1                                                                   | Paraguay                                                                | Qual. Mondiali 2010                                                     | -                                                                       |                                                                         |
| 15-10-2008                                                              | Rio de Janeiro                                                          | Brasile                                                                 | 0 – 0                                                                   | Colombia                                                                | Qual. Mondiali 2010                                                     | -                                                                       |                                                                         |
| 19-11-2008                                                              | Bogotà                                                                  | Colombia                                                                | 1 – 0                                                                   | Nigeria                                                                 | Amichevole                                                              | -                                                                       |                                                                         |
| 11-2-2009                                                               | Pereira                                                                 | Colombia                                                                | 2 – 0                                                                   | Haiti                                                                   | Amichevole                                                              | -                                                                       |                                                                         |
| 28-3-2009                                                               | Bogotà                                                                  | Colombia                                                                | 2 – 0                                                                   | Bolivia                                                                 | Qual. Mondiali 2010                                                     | -                                                                       | 54’                                                                     |
| 6-6-2009                                                                | Buenos Aires                                                            | Argentina                                                               | 1 – 0                                                                   | Colombia                                                                | Qual. Mondiali 2010                                                     | -                                                                       | 71’ 81’                                                                 |
| 12-8-2009                                                               | New York                                                                | Colombia                                                                | 1 – 2                                                                   | Venezuela                                                               | Amichevole                                                              | -                                                                       | 82’                                                                     |
| 5-9-2009                                                                | Medellín                                                                | Colombia                                                                | 2 – 0                                                                   | Ecuador                                                                 | Qual. Mondiali 2010                                                     | -                                                                       |                                                                         |
| 9-9-2009                                                                | Montevideo                                                              | Uruguay                                                                 | 3 – 1                                                                   | Colombia                                                                | Qual. Mondiali 2010                                                     | -                                                                       |                                                                         |
| 10-10-2009                                                              | Medellín                                                                | Colombia                                                                | 2 – 4                                                                   | Cile                                                                    | Qual. Mondiali 2010                                                     | -                                                                       |                                                                         |
| 14-10-2009                                                              | Asunción                                                                | Paraguay                                                                | 0 – 2                                                                   | Colombia                                                                | Qual. Mondiali 2010                                                     | -                                                                       | 90’                                                                     |
| 27-5-2010                                                               | Johannesburg                                                            | Sudafrica                                                               | 2 – 1                                                                   | Colombia                                                                | Amichevole                                                              | -                                                                       |                                                                         |
| 3-9-2010                                                                | Puerto La Cruz                                                          | Venezuela                                                               | 0 – 2                                                                   | Colombia                                                                | Amichevole                                                              | -                                                                       | 81’                                                                     |
| 8-10-2010                                                               | New York                                                                | Ecuador                                                                 | 0 – 1                                                                   | Colombia                                                                | Amichevole                                                              | -                                                                       | 73’                                                                     |
| 12-10-2010                                                              | Filadelfia                                                              | Stati Uniti                                                             | 0 – 0                                                                   | Colombia                                                                | Amichevole                                                              | -                                                                       | 80’                                                                     |
| 9-2-2011                                                                | Madrid                                                                  | Spagna                                                                  | 1 – 0                                                                   | Colombia                                                                | Amichevole                                                              | -                                                                       | 67’                                                                     |
| 26-3-2011                                                               | Madrid                                                                  | Ecuador                                                                 | 0 – 2                                                                   | Colombia                                                                | Amichevole                                                              | -                                                                       |                                                                         |
| 29-3-2011                                                               | L'Aia                                                                   | Cile                                                                    | 2 – 0                                                                   | Colombia                                                                | Amichevole                                                              | -                                                                       | 74’                                                                     |
| 2-7-2011                                                                | San Salvador de Jujuy                                                   | Colombia                                                                | 1 – 0                                                                   | Costa Rica                                                              | Coppa America 2011 - 1º turno                                           | -                                                                       |                                                                         |
| 6-7-2011                                                                | Santa Fe                                                                | Argentina                                                               | 0 – 0                                                                   | Colombia                                                                | Coppa America 2011 - 1º turno                                           | -                                                                       |                                                                         |
| 10-7-2011                                                               | Santa Fe                                                                | Colombia                                                                | 2 – 0                                                                   | Bolivia                                                                 | Coppa America 2011 - 1º turno                                           | -                                                                       |                                                                         |
| 16-7-2011                                                               | Córdoba                                                                 | Colombia                                                                | 0 – 2 dts                                                               | Perù                                                                    | Coppa America 2011 - Quarti di finale                                   | -                                                                       |                                                                         |
| 3-9-2011                                                                | New Jersey                                                              | Honduras                                                                | 0 – 2                                                                   | Colombia                                                                | Amichevole                                                              | -                                                                       |                                                                         |
| 6-9-2011                                                                | Fort Lauderdale                                                         | Giamaica                                                                | 0 – 2                                                                   | Colombia                                                                | Amichevole                                                              | -                                                                       |                                                                         |
| 11-10-2011                                                              | La Paz                                                                  | Bolivia                                                                 | 1 – 2                                                                   | Colombia                                                                | Qual. Mondiali 2014                                                     | -                                                                       |                                                                         |
| 11-11-2011                                                              | Barranquilla                                                            | Colombia                                                                | 1 – 1                                                                   | Venezuela                                                               | Qual. Mondiali 2014                                                     | -                                                                       |                                                                         |
| 15-11-2011                                                              | Barranquilla                                                            | Colombia                                                                | 1 – 2                                                                   | Argentina                                                               | Qual. Mondiali 2014                                                     | -                                                                       | 32’                                                                     |
| 29-2-2012                                                               | Miami                                                                   | Messico                                                                 | 0 – 2                                                                   | Colombia                                                                | Amichevole                                                              | -                                                                       |                                                                         |
| 3-6-2012                                                                | Lima                                                                    | Perù                                                                    | 0 – 1                                                                   | Colombia                                                                | Qual. Mondiali 2014                                                     | -                                                                       |                                                                         |
| 10-6-2012                                                               | Quito                                                                   | Ecuador                                                                 | 1 – 0                                                                   | Colombia                                                                | Qual. Mondiali 2014                                                     | -                                                                       |                                                                         |
| 7-9-2012                                                                | Barranquilla                                                            | Colombia                                                                | 4 – 0                                                                   | Uruguay                                                                 | Qual. Mondiali 2014                                                     | -                                                                       |                                                                         |
| 11-9-2012                                                               | Santiago del Cile                                                       | Cile                                                                    | 1 – 3                                                                   | Colombia                                                                | Qual. Mondiali 2014                                                     | -                                                                       |                                                                         |
| 12-10-2012                                                              | Barranquilla                                                            | Colombia                                                                | 2 – 0                                                                   | Paraguay                                                                | Qual. Mondiali 2014                                                     | -                                                                       |                                                                         |
| 16-10-2012                                                              | Barranquilla                                                            | Colombia                                                                | 3 – 0                                                                   | Camerun                                                                 | Amichevole                                                              | -                                                                       | 70’                                                                     |
| 14-11-2012                                                              | East Rutherford                                                         | Brasile                                                                 | 1 – 1                                                                   | Colombia                                                                | Amichevole                                                              | -                                                                       | 82’                                                                     |
| 6-2-2013                                                                | Miami                                                                   | Guatemala                                                               | 1 – 4                                                                   | Colombia                                                                | Amichevole                                                              | -                                                                       |                                                                         |
| 22-3-2013                                                               | Barranquilla                                                            | Colombia                                                                | 5 – 0                                                                   | Bolivia                                                                 | Qual. Mondiali 2014                                                     | 1                                                                       | 77’                                                                     |
| 26-3-2013                                                               | Puerto Ordaz                                                            | Venezuela                                                               | 1 – 0                                                                   | Colombia                                                                | Qual. Mondiali 2014                                                     | -                                                                       |                                                                         |
| 7-6-2013                                                                | Buenos Aires                                                            | Argentina                                                               | 0 – 0                                                                   | Colombia                                                                | Qual. Mondiali 2014                                                     | -                                                                       |                                                                         |
| 11-6-2013                                                               | Barranquilla                                                            | Colombia                                                                | 2 – 0                                                                   | Perù                                                                    | Qual. Mondiali 2014                                                     | -                                                                       |                                                                         |
| 14-8-2013                                                               | Barcellona                                                              | Colombia                                                                | 1 – 0                                                                   | Serbia                                                                  | Amichevole                                                              | -                                                                       |                                                                         |
| 6-9-2013                                                                | Barranquilla                                                            | Colombia                                                                | 1 – 0                                                                   | Ecuador                                                                 | Qual. Mondiali 2014                                                     | -                                                                       | 84’                                                                     |
| 11-10-2013                                                              | Barranquilla                                                            | Colombia                                                                | 3 – 3                                                                   | Cile                                                                    | Qual. Mondiali 2014                                                     | -                                                                       | 14’                                                                     |
| 15-10-2013                                                              | Asunción                                                                | Paraguay                                                                | 1 – 2                                                                   | Colombia                                                                | Qual. Mondiali 2014                                                     | -                                                                       |                                                                         |
| 14-11-2013                                                              | Bruxelles                                                               | Belgio                                                                  | 0 – 2                                                                   | Colombia                                                                | Amichevole                                                              | -                                                                       |                                                                         |
| 19-11-2013                                                              | Amsterdam                                                               | Paesi Bassi                                                             | 0 – 0                                                                   | Colombia                                                                | Amichevole                                                              | -                                                                       |                                                                         |
| 5-3-2014                                                                | Cornellà de Llobregat                                                   | Colombia                                                                | 1 – 1                                                                   | Tunisia                                                                 | Amichevole                                                              | -                                                                       | 66’                                                                     |
| 31-5-2014                                                               | Buenos Aires                                                            | Colombia                                                                | 2 – 2                                                                   | Senegal                                                                 | Amichevole                                                              | -                                                                       |                                                                         |
| 6-6-2014                                                                | Buenos Aires                                                            | Colombia                                                                | 3 – 0                                                                   | Giordania                                                               | Amichevole                                                              | -                                                                       |                                                                         |
| 14-6-2014                                                               | Belo Horizonte                                                          | Colombia                                                                | 3 – 0                                                                   | Grecia                                                                  | Mondiali 2014 - 1º turno                                                | 1                                                                       | 74’                                                                     |
| 19-6-2014                                                               | Brasilia                                                                | Colombia                                                                | 2 – 1                                                                   | Costa d'Avorio                                                          | Mondiali 2014 - 1º turno                                                | -                                                                       | 72’                                                                     |
| 24-6-2014                                                               | Cuiabá                                                                  | Giappone                                                                | 1 – 4                                                                   | Colombia                                                                | Mondiali 2014 - 1º turno                                                | -                                                                       |                                                                         |
| 28-6-2014                                                               | Rio de Janeiro                                                          | Colombia                                                                | 2 – 0                                                                   | Uruguay                                                                 | Mondiali 2014 - Ottavi di Finale                                        | -                                                                       | 78’                                                                     |
| 4-7-2014                                                                | Fortaleza                                                               | Brasile                                                                 | 2 – 1                                                                   | Colombia                                                                | Mondiali 2014 - Quarti di Finale                                        | -                                                                       |                                                                         |
| 5-9-2014                                                                | Miami Gardens                                                           | Brasile                                                                 | 1 – 0                                                                   | Colombia                                                                | Amichevole                                                              | -                                                                       |                                                                         |
| 10-10-2014                                                              | Harrison                                                                | Colombia                                                                | 3 – 0                                                                   | El Salvador                                                             | Amichevole                                                              | -                                                                       |                                                                         |
| 14-10-2014                                                              | New Jersey                                                              | Canada                                                                  | 0 – 1                                                                   | Colombia                                                                | Amichevole                                                              | -                                                                       | 67’                                                                     |
| 14-11-2014                                                              | Londra                                                                  | Stati Uniti                                                             | 1 – 2                                                                   | Colombia                                                                | Amichevole                                                              | -                                                                       | 9’                                                                      |
| 18-11-2014                                                              | Lubiana                                                                 | Slovenia                                                                | 0 – 1                                                                   | Colombia                                                                | Amichevole                                                              | -                                                                       |                                                                         |
| 14-6-2015                                                               | Rancagua                                                                | Colombia                                                                | 0 – 1                                                                   | Venezuela                                                               | Coppa America 2015 - 1º turno                                           | -                                                                       | 82’                                                                     |
| 17-6-2015                                                               | Santiago del Cile                                                       | Brasile                                                                 | 0 – 1                                                                   | Colombia                                                                | Coppa America 2015 - 1º turno                                           | -                                                                       |                                                                         |
| 21-6-2015                                                               | Temuco                                                                  | Colombia                                                                | 0 – 0                                                                   | Perù                                                                    | Coppa America 2015 - 1º turno                                           | -                                                                       | 56’                                                                     |
| 23-3-2017                                                               | Barranquilla                                                            | Colombia                                                                | 1 – 0                                                                   | Bolivia                                                                 | Qual. Mondiali 2018                                                     | -                                                                       |                                                                         |
| 7-6-2017                                                                | Murcia                                                                  | Spagna                                                                  | 2 – 2                                                                   | Colombia                                                                | Amichevole                                                              | -                                                                       | 71’                                                                     |
| Totale                                                                  |                                                                         | Presenze                                                                | 68                                                                      |                                                                         | Reti                                                                    | 2                                                                       |                                                                         |

## Palmarès

### Club

#### Competizioni statali
- Campionato Alagoano: 1

CSA: 2019

#### Competizioni nazionali
- Campionato colombiano: 1

América de Cali: 2008

### Individuale
- Gran Galà del calcio AIC: 1

Squadra dell'anno: 2011